# Федерална република Централна Америка
Федерална република Централна Америка (на испански: República Federal de Centroamérica), също позната и като Съединени провинции на Централна Америка (на испански: Provincias Unidas del Centro de América) през първата година от съществуването си, е суверенна държава в Централна Америка, съставена от териториите на бившото генерал-капитанство Гватемала на Нова Испания. Тя съществува от 1823 до 1841 г. и е демократична република.
Републиката е съставена от днешните централноамерикански държави Коста Рика, Салвадор, Гватемала, Хондурас и Никарагуа. През 1830-те години е добавена шеста държава – Лос Алтос със столица Кецалтенанго, която заема части от днешна Гватемала и мексиканския щат Чиапас.
Малко след като Централна Америка обявява независимост от Испанската империя през 1821 г., някои от държавите ѝ са анексирани от Първата мексиканска империя през 1822 г. и тогава Централна Америка сформира федерална република през 1823 г. От 1838 до 1840 г. федерацията е потънала в гражданска война, в която консерватори се борят срещу либерали, докато сепаратисти се бият за отцепване. Тези фракции не успяват да превъзмогнат идеологическите си разлики и федерацията се разпада след поредица от кървави конфликти.

## История

### Независимост, 1821 – 1822
От 16 век до 1821 г. Централна Америка, освен Панама, образува генерал-капитанство Гватемала в рамките на Испанската империя. През 1821 г. конгрес на испанците в град Гватемала съставят Акт за независимост на Централна Америка, с който обявяват независимостта на региона от Испания, в сила от 15 септември същата година. Процесът преминава без кръвопролития и без съпротива от испанските власти, тъй като генерал-губернатор бригадир Габино Гаинза, заедно с кралските губернатори на пет провинции, е задържа изпълнителните си правомощия в очакване на пълен преход към местно управление. Дата все още се отбелязват като ден на независимост в повечето централноамерикански страни.

### Поглъщане от Мексиканската империя, 1822 – 1823
Независимостта се оказва краткотрайна, докато местните закони и ред започват да се рушат. Водени от регионални спорове, много места отказват да приемат новообразуваните федерални власти в Гватемала – Сан Салвадор, Комаягуа, Леон и Картаго са в открит бунт. На 25 януари 1822 г. Консултативният съвет в град Гватемала гласува за анексиране. Няколко седмици по-късно генерал Висенте Филисола, пратеник на император Агустин де Итурбиде на Мексиканската империя, пристига в Гватемала в качеството си на нов ръководител.
Анексирането е противоречиво, като някои хора виждат мексиканската конституция, с неговата забрана на робството и установяване на свободна търговия, като подобрение спрямо статуквото. Други, обаче, се противопоставят на това и отказват да приемат новата власт. В случая на Коста Рика, страната избира да не се присъедини към Мексиканската империя чрез резолюциите, съгласувани след края на войната от Очомого (5 април 1823 г.), в която империалистите губят срещу републиканците в първата гражданска война на Коста Рика.
След като Итурбиде абдикира на 19 март 1823 г., Мексико става република и предлага на анексираните централноамерикански провинции правото да определят своята съдба. Филисола предава властта си на бързо сформираното Национално учредително събрание, което е съставено от представители от всяка от петте провинции. На 1 юли 1823 г. Конгресът на Централна Америка обявява абсолютна независимост от Испания, Мексико и която и да е друга страна и установява републиканска система на управление.

### Създаване на федерална република, 1823 – 1840
Събранието, доминирано от либерали, избира Мануел Хосе Арсе за президент, но той скоро се обръща срещу собствената си фракция и разпуска събранието. Сан Салвадор се надига на бунт срещу федералната власт. Хондурас и Никарагуе се присъединяват към въстанието и Арсе е свален от власт през 1829 г. Победителите, водени от хондурасеца Франсиско Морасан, завземат властта и Морасан е обявен за президент през 1830 г. За да се успокоят либералите, столицата е преместена от град Гватемала в Сан Салвадор през 1831 г., но докато властта на Морасан намалява, опозицията поема контрол над провинциите.
Събранието през 1838 г. е закрито с обявяване, че провинциите са свободни да се самоуправляват, тъй като федералната република се разпуска. През 1839 г. Морасан е изпратен в изгнание, докато бунтовници от Гватемала, Хондурас и Никарагуа навлизат в Сан Салвадор, изгонвайки институциите на управлението, които крепят региона.

### Разпадане на съюза
На практика, федерацията е изправена пред непреодолими проблеми и съюзът поема по пътя на гражданската война между 1838 и 1840 г. Разпадането започва, когато Никарагуа се отцепва от федерацията на 5 ноември 1838 г., последвана от Хондурас и Коста Рика. Поради хаотичното естество на този период, не съществува точна дата на разпадане, но на 31 май 1838 г. конгресът се събира, за да обяви, че провинциите са свободни да създават свои собствени републики. Реално, с това легално се признава процеса на разпадане, който вече е започнал. Съюзът на практика спира да съществува през 1840 г., като по това време четири от петте съставни държави вече са обявили независимост. Краят настъпва официално, когато Салвадор обявява установяването на независима република през февруари 1841 г.

## Президенти
1. Мануел Хосе Арсе (29 април 1825 – 25 юни 1829).
2. Хосе Франсиско Барундиа (25 юни 1829 – 16 септември 1830), временен.
3. Франсиско Морасан (16 септември 1830 – 1 февруари 1839, де факто управлява от 25 юни 1829 г., претендент до 16 септември 1842 г.), убит.
4. Грегорио Саласар (16 септември 1834 – 14 февруари 1835), убит.
5. Диего Вихил (1 февруари 1839 – 31 март 1840).

## Знамена
Знамето на федерацията представлява бяла ивица между две сини ивици, което символизира земята между двата океана. На герба са изобразени пет планини (една за всяка държава) между два океана, над които е поставена Фригийска шапка. Знамето е вдъхновено от аржентинското. Страната първоначално приема определението „съединени провинции“, което присъства и в първоначалното име на Аржентина (на испански: Provincias Unidas del Río de la Plata). В днешно време петте държави наследнички все още имат стари федерални мотиви на знамената си.
|  |

|           |          |          |           |            |           |
| Гватемала | Салвадор | Хондурас | Никарагуа | Коста Рика | Лос Алтос |

|           |          |          |           |            |        |
| Гватемала | Салвадор | Хондурас | Никарагуа | Коста Рика | Чиапас |